# Базалуки
Базалу́ки (Базавлуки) — село в Україні, у Горішньоплавнівській міській громаді Кременчуцького району Полтавської області. Населення становить 51 осіб.

## Географія
Село Базалуки знаходиться на краю великого болота за 2,5 км від села Солонці та за 4 км від села Солониця. Через село проходить автомобільна дорога М22 (E584). Поруч проходить залізниця, зупинний пункт Білани.

## Населення

### Мова
Розподіл населення за рідною мовою за даними перепису 2001 року:
| Мова       | Кількість | Відсоток |
| ---------- | --------- | -------- |
| українська | 50        | 98.04%   |
| російська  | 1         | 1.96%    |
| Усього     | 51        | 100%     |

## Економіка
Село підпадає у зону розробки Біланівського гірничо-збагачувального комбінату. Планується його ліквідація та відселення жителів.

## Населення
За переписом населення України 2001 року в селі мешкала 51 особа.

## Історія
На території села знаходилось декілька курганих груп: 
Курганна група І (археол., іст.). Знаходиться за 0,52 км на захід від околиці північної частини села (кутка Новоселівка) та за 0,20 км на південь від залізничної платформи «Білани». Обстежувалася 2006 р. О.Б.Супруненком. Група у складі двох насипів розміщена на краю схилу другої тераси лівого берега старого русла р. Рудька. Кургани дуже розорані, розташовані компактно, можливо, це рештки колись єдиного великого насипу. Висота 0,40-0,50 м, діаметри – 25-30 м. Абсолютна висота підвищення одного з насипів – 70,4 м. Поряд із курганами розташовані залишки кладовища (30 х 100 м) полонених німецьких, італійських та румунських військовослужбовців, що померли від ран і захворювань у польовому госпіталі неподалік кол. с. Білани наприкінці 1943 р.
Курганна група ІІ (археол., іст.). Знаходиться у центральній частині північної половини села, посеред кутка, що носить назву Новоселівка, по Береговій вул., на городах садиб №№ 30, 32. Найбільший курган групи оглянутий 1986 р. Г.М.Некрасовою, 2004 р. К.М.Мироненком, група обстежувалася 2006 та 2008 рр. О.Б.Супруненком і В.В.Шерстюком. Складається з двох насипів. Перший, висотою 2,6 м та діаметром 35 м, з абсолютною висотою 71,6 м. Він вкритий сучасним кладовищем, з похованнями ХІХ-ХХ ст., на полах та вершині поріс кущами бузку, поодинокими деревами. На кладовищі, біля вершини кургану, є два гранітні обеліски над похованнями ХІХ ст., на одному з яких читається напис: 
«Жена поручик. Тымчєнка Надєжда родил. 1850 г. сєнть. 22 скончал. 1875 г. сєнть. 27 въ 4 час. утра». 
Надгробки у вигляді масивних гранітних плит, поверх яких витесані звичайні чотирикінцеві хрести. В основі плити – постамент, що оформлений у вигляді ромбічного орнаментального врізного фризу. Менший курган – № 2 знаходиться на сусідніх городах, за 60 м північніше, розорюється. Його висота 0,5 м, діаметр 10-12 м.
Курганна група ІІІ (археол.). Знаходиться на південно-східній околиці південної, старої частини села, неподалік від крайніх садиб. Найбільший курган відкритий 1986 р. Г.М.Некрасовою, оглядався К.М.Мироненком 2004 р., група обстежувалася 2006 і 2008 рр. О.Б.Супруненком та В.В.Шерстюком. Чотири насипи групи витягнуті ланцюжком, з північного сходу на південний захід на 130 м, вздовж дороги та смуги забудови села. Курган № 1 зайнятий кладовищем, задернований. Поховання на ньому, переважно, післявоєнні (друга половина ХХ ст.), проте є й новітні. Більше половини похованих на цьому кладовищі людей носили прізвище Базалук. Могили оточені із заходу деревами у два ряди. Висота кургану – 2,1 м, діаметр – 28 м. На західній полі – сліди заглибини, розміром 4 х 5 м, можливо, від просідання камери значного поховання доби раннього залізного віку. Поли на сході і заході оборані. Абсолютна висота – 71,8 м. Інші насипи групи розорюються, мають висоту 0,25-0,55 м та діаметр – 10- 18 м.
Також на території села знаходится курган - в південній частині села, за 0,22 км на південь від автотраси мм. Кременчук – Полтава. Виявлений 2006 р. О.Б.Супруненком і В.В.Шерстюком. Розташований біля краю тераси лівого корінного берега стариці р. Рудька, сучасного Базавлуцького (Солоницького) озера-болота, поблизу крайніх садиб. Розорювався під городи, в останні роки отримав новітнє задернування. Висота – 0,7 м, діаметр – 30 м. Центральна частина насипу знаходиться на межі дворищ, позначених насадженнями кущів. На захід від кургану, поруч – місцезнаходження Базалуки І з матеріалами доби раннього залізного віку.